# Масбак, Крейг
Крейг Олфорд Масбак (англ. Craig Alford Masback; род. 31 марта 1955, Уайт-Плейнс, Нью-Йорк) — американский легкоатлет, специалист по бегу на средние дистанции. Выступал за сборную США по лёгкой атлетике в конце 1970-х — середине 1980-х годов, победитель и призёр первенств национального значения, серебряный призёр VII летней Спартакиады народов СССР в Москве, участник Кубка мира в Канберре. Также известен как юрист, маркетолог, спортивный функционер.

## Биография
Крейг Масбак родился 31 марта 1955 года в городе Уайт-Плейнс, штат Нью-Йорк.
Занимался лёгкой атлетикой во время учёбы в местной старшей школе White Plains High School, в 1973 году становился чемпионом штата в беге на 600 ярдов в помещении. Затем поступил в Принстонский университет, учился в Школе общественных и международных отношений имени Вудро Вильсона, которую окончил в 1977 году. Будучи студентом, регулярно принимал участие в различных университетских соревнованиях, в том числе неоднократно стартовал на чемпионатах Национальной ассоциации студенческого спорта (NCAA). В течение двух лет проходил обучение в Тринити-колледже Оксфордского университета.
В 1979 году в составе американской национальной сборной выступил на VII летней Спартакиаде народов СССР в Москве, где стал серебряным призёром в зачёте бега на 1500 метров — уступил здесь только советскому бегуну Владимиру Пономарёву.
В 1980 году одержал победу на чемпионате США в помещении в беге на одну милю. Рассматривался в качестве кандидата на участие в летних Олимпийских играх в Москве, но Соединённые Штаты вместе с несколькими другими западными странами бойкотировали эти соревнования по политическим причинам. Вместо этого Масбак выступил на альтернативном турнире Liberty Bell Classic — на дистанции 1500 метров финишировал восьмым.
В 1982 году выиграл бронзовую медаль на международном турнире Атлетиссима в швейцарской Лозанне, заняв третье место в беге на 1500 метров.
В 1985 году в дисциплине 1500 метров взял бронзу на Играх Тихоокеанской конференции в Беркли, стал шестым на Кубке мира в Канберре.
После завершения спортивной карьеры в 1994 году окончил Йельскую школу права, получив степень доктора юриспруденции.
Впоследствии проявил себя как спортивный функционер, журналист, телекомментатор. Работал маркетологом в компании Nike.